# Slag bij Megiddo (609 v.Chr.)
De Slag bij Megiddo (609 v.Chr.) was een slag tussen farao Necho II van Egypte en koning Josia van Juda.
De Babyloniërs werden steeds machtiger en stonden op het punt Karkemish en dus de Assyriërs aan te vallen. De farao had liever verzwakte Assyriërs dan sterke Babyloniërs en stuurde een sterk leger. Koning Josia wilde in een goed  blaadje komen bij de Babyloniërs en probeerde ze tegen te houden. Josia vermomde zich als soldaat en betrad het strijdperk. Toen hij van de ene vleugel naar de andere reed werd hij getroffen door een pijl en stierf. De Egyptenaren trokken verder naar Karchemis, maar de Assyriërs en de Egyptenaren werden verpletterend verslagen.